# 何衢
何衢（？—？），中國清朝官員，四川廣元人。
何衢爲康熙五十九年（1720年）庚子科舉人出身。乾隆六年（1741年）接替戴大冕擔任台灣府諸羅縣知縣，管理今嘉義縣、嘉義市、雲林縣一帶政事。